# Dreck (Bergisch Gladbach)
Dreck war ein Ortsteil im Stadtteil Paffrath der Stadt Bergisch Gladbach  im Rheinisch-Bergischen Kreis. Ab dem Jahr 1895 ist er nicht mehr in den Gemeindelexika aufgeführt. Die Straßenbezeichnung Drecker Wiese erinnert an die Ortschaft.

## Lage und Beschreibung
Dreck lag in der Umgebung der heutigen Straße Paffrather Straße und Dellbrücker Straße, die in der jetzigen Form nach dem Zweiten Weltkrieg entstanden sind. Die ursprüngliche Bebauung ist nicht mehr vorhanden.

## Geschichte
Dreck (ma. em Dreck) war ein alter Hof in Paffrath und seit 1666 bekannt. Unter der französischen Verwaltung zwischen 1806 und 1813 wurde das Amt Porz aufgelöst und Dreck wurde politisch der Mairie Gladbach im Kanton Bensberg zugeordnet. 1816 wandelten die Preußen die Mairie zur Bürgermeisterei Gladbach im Kreis Mülheim am Rhein. Mit der Rheinischen Städteordnung wurde Gladbach 1856 Stadt, die dann 1863 den Zusatz Bergisch bekam.
Der Ort ist auf der Topographischen Aufnahme der Rheinlande von 1824 und auf der Preußischen Uraufnahme von 1840 ohne Benennung verzeichnet, ebenso auf der Preußischen Neuaufnahme von 1892 und auf Messtischblättern.
| Jahr | Einwohner | Wohn- gebäude | Kategorie | Politische / kirchliche Zugehörigkeit                       |
| ---- | --------- | ------------- | --------- | ----------------------------------------------------------- |
| 1822 | 16        |               | Hofstelle | Bürgermeisterei Gladbach, Kirchspiel Paffrath               |
| 1830 | 19        |               | Hofstelle | Bürgermeisterei Gladbach, Pfarrgemeinde Paffrath            |
| 1845 | 32        | 5             | Hofstelle | Bürgermeisterei Gladbach, Pfarre Paffrath                   |
| 1871 | 25        | 6             | Ortschaft | Stadt Bergisch Gladbach / Bürgermeisterei Bergisch Gladbach |
| 1885 | 18        | 5             | Ortschaft | Stadt Bergisch Gladbach / Bürgermeisterei Bergisch Gladbach |